# Príncipe de Essling
Príncipe de Essling (em francês:  Prince d'Essling) é um título hereditário criado no Primeiro Império Francês. Foi concedido pelo Imperador Napoleão I ao Marechal do Império André Masséna em 1809 como título de vitória após a Batalha de Essling . A criação do título foi finalizada por cartas-patentes de 31 de janeiro de 1810. No ano anterior, o marechal Masséna já havia sido nomeado Duque de Rivoli ( em francês:  Duc de Rivoli  </link> ) após sua vitoriosa Batalha de Rivoli.
Ambos os títulos são hereditário por legitimidade e estão unidos desde que o Marechal Masséna os recebeu. Em 2021, Príncipe de Essling é o único título principesco criado por Napoleão ainda existente, sem ter sido fundido com títulos criados por outros governantes.

## Lista de titulares
Entre 1810 até atualmente, existiram os seguintes titulares: 
- 1810–1817: André Masséna, 1.º Príncipe d'Essling, 1.º Duque de Rivoli (16 de maio de 1758 – 4 de abril de 1817)
- 1817–1821: Jacques Prosper Masséna, 2.º Príncipe d'Essling, 2.º Duque de Rivoli (25 de junho de 1793 – 1821)
- 1821–1863: François Masséna, 3.º Príncipe d'Essling, 3.º Duque de Rivoli (2 de abril de 1799 - 16 de abril de 1863)
- 1863–1898: André Prosper Victor Masséna, 4.º Príncipe d'Essling, 4.º Duque de Rivoli (1829–1898)
- 1898–1910: Victor Masséna, 5.º Príncipe d'Essling, 5º Duque de Rivoli (14 de janeiro de 1836 – 28 de outubro de 1910)
- 1910–1974: André Prosper Victor Eugène Napoléon Masséna, 6.º Príncipe d'Essling, 6.º Duque de Rivoli (1891–1974)
- 1974 – presente: Victor-André Masséna, 7.º Príncipe d'Essling, 7.º Duque de Rivoli (29 de abril de 1950 – vivo) [2]